# George Breen
George Thomas Breen (* 19. Juli 1935 in Buffalo, New York, USA; † 9. November 2019) war ein US-amerikanischer Schwimmer und Schwimmtrainer.
Der Langstreckenschwimmer Breen, der erst als 17-Jähriger mit dem Leistungsschwimmen anfing, schwamm sechs Weltrekorde. Bei den  Olympischen Spielen 1956 in Melbourne verbesserte er den Weltrekord über 1500 m Freistil um 13 Sekunden. Er schwamm diese Weltrekordzeit im Vorlauf und konnte sie im Finale nicht wiederholen, so dass er nur Bronze gewann. Über 400 m Freistil gewann er ebenfalls die Bronzemedaille und mit der 4 × 200-m-Freistilstaffel der US-Amerikaner gewann er Silber.
Breen trainierte damals an der State University of New York in Cortland unter Trainer James Counsilman.
Bei den Olympischen Spielen 1960 in Rom gewann er wiederum Bronze über 1500 m Freistil.
Anfang der 1960er Jahre begann Breen seine lange Karriere als Schwimmtrainer. Er trainierte olympische Medaillengewinner bei den Spielen von 1964, 1968 und 1972. Von 1966 bis 1982 war er Trainer der Herrenschwimmmannschaft an der Pennsylvania University.
George Breen wurde 1975 in die International Swimming Hall of Fame aufgenommen.